# Maison de la littérature de Tartu
La maison de la littérature de Tartu (en estonien : Tartu Kirjanduse Maja ou Tartu Kirjanike Maja) est un bâtiment à Tartu en Estonie.

## Présentation
La propriété est entourée d'un  mur de pierre d'environ 2,5 m de haut. Côté rue, devant le bâtiment, il y a un muret en pierre. Les portes de jardin sont faites de plaques de métal. Le toit du bâtiment est recouvert de tôle galvanisée, les pointes de cheminée profilées sont posées avec des briques en céramique et enduites. A l'intérieur, des portes en bois d'origine avec corniches ont été conservées, une cheminée en tuiles blanches dans le hall, un escalier en pierre avec une grille en fer forgé mène au deuxième étage. Les sols sont recouverts de parquet en lattes de bois, les murs ont un décor au pochoir.
Le bâtiment héberge la Société de littérature estonienne (et) et la branche de Tartu de l'Union des écrivains estoniens, ainsi que la maison d'édition Ilmamaa (et).
La Maison de la littérature accueille des soirées littéraires, des réunions de la Société de littérature estonienne, des présentations de livres et d'autres événements littéraires.
L'Association des jeunes auteurs de Tartu (Tartu NAK) est également située dans le bâtiment. 
À l'époque soviétique, la branche de Tartu du Comité de sécurité de l'État de la RSS d'Estonie opérait dans le bâtiment.

## Galerie

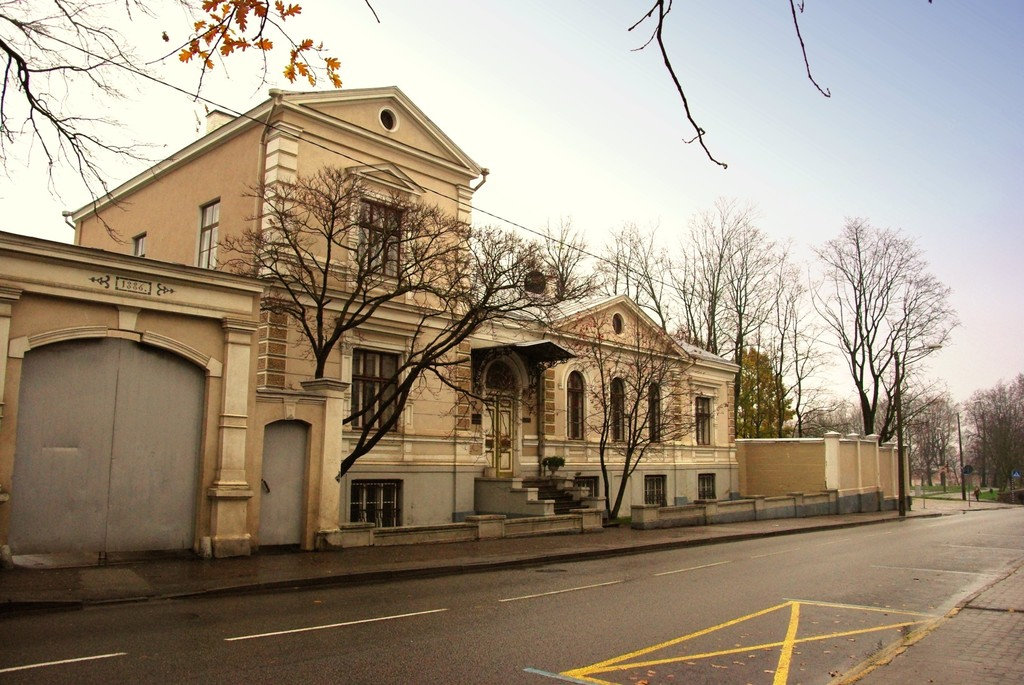
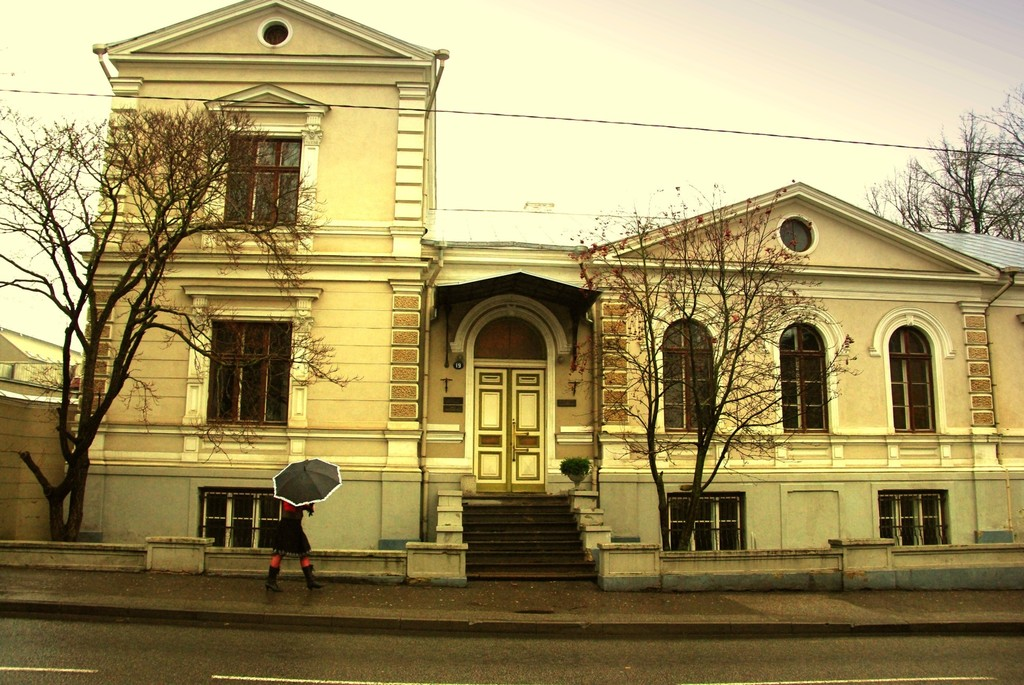